# Le Revenu
Le Revenu est un magazine français, hebdomadaire et mensuel, spécialisé dans le conseil en placements financiers. Il est diffusé en version papier et sur internet.

## Histoire
Le magazine Le Revenu Français est créé en 1968. En 1975, il est racheté par Robert Monteux.
En 1993, Le Revenu Français crée un supplément hebdomadaire financier,. Le 15 novembre 2002, l'hebdomadaire, rebaptisé Le Revenu Hebdo Bourse, passe au format tabloïd,.
Fin 2005, le groupe Revenu Multimédia, propriétaire des deux titres éponymes et du magazine Air et Cosmos acheté en 1990, réalise une augmentation de capital de 8 millions d'euros souscrite par environ 900 lecteurs qui détiennent ainsi 20 % du capital du groupe,,,. Une nouvelle formule du Revenu Hebdo est lancée en 2008. En 2014, la valeur nominale des actions du groupe baisse de 70 % à la suite de pertes récurrentes et malgré la vente du magazine Air et Cosmos l'année précédente. 
Début 2018, le groupe Revenu Multimédia augmente son capital de 2 millions d'euros (en obligations convertibles en actions) auprès de certains de ses lecteurs,. En fin d'année 2018, l'entreprise procède aux premiers licenciements de son histoire.
En février 2025, le groupe Le Revenu demande à être placé en redressement judiciaire. En mars, le magazine est placé en redressement judiciaire. Fin juillet, le tribunal de commerce de Paris désigne Overlord comme repreneur du magazine.

## Activité
Le Revenu est une publication périodique et un site internet indépendants des organismes bancaires et financiers.

### Diffusion
Le Revenu revendique 450 000 lecteurs et plus de deux millions de pages vues sur son site internet lerevenu.com[réf. nécessaire].
En juillet 2025, le mensuel Le Revenu compte 15 000 abonnés.